# Васпуракан (фема)
Фема Васпуракан (греч. θέμα Βασπουρακάν, арм. Բանակաթեմ Վասպուրական;1021-1071) -  военно-административная единица  Византии ,  расположенная  в Восточной Анатолии (Западная Армения), на нынешней территории Турции. Ее название происходит от царства Васпуракан. Фема прекратила существование в результате завоевания её сельджуками.

## История
В 1010-х годах царство Васпуракан оказалось под давлением со стороны Византии, государства Раввадидов и тюркских племен. Император Василий II постоянно усиливал давление на царя Сенекерима, который в конце концов согласился отречься от власти, получив взамен владения в фемах Каппадокия и Себастия. В 1021 году была образована Фема Васпуракан. Для укрепления позиции империи в новой провинции, император переселил воинов с семьями из фемы Македония, а также болгар. Было создано особое наместничество - катепат 
С самого начала войска фемы вынуждены были отражать нападения тюрков. В то же время велась борьба против эмиров и князей, которые были вассалами васпураканских царей, но отказались признавать власть Византии. В 1026 году владения Арджеша были завоеваны. В 1027 году подавлен мятеж катепана Никифора Комнина, что на некоторое время ослабило оборону фемы. В 1033-1034 годах в результате нескольких кампаний был захвачен важный эмират Беркри (Перкри), но его снова пришлось отвоевывать в 1037 году.
С начала 1040-х годов фема стала подвергаться отдельным нападениям сельджуков. В 1042 году местные жители, во главе с армянским князем Хачиком, сыграли значительную роль в защите от нападений соседних эмиров. В 1045 году катепан  патрикий Стефан Лихуд потерпел тяжелое поражение от сельджуков под командованием Кутулмыша и попал в плен. В 1048-1049 годах произошли набеги сельджуков во главе с Ибрагимом Иналом, которые осквернили  фему. Поражение Инала от византийцев в битве при Капетроне лишь на короткое время улучшило ситуацию.
В 1053 году фема получила сильный удар, а в 1054 году были потеряны значимые города-крепости Беркри и Арджеш. К середине 1060-х годов от фемы остались только турма Рштуник и район города Вани Арцке. Однако за эту территорию шла борьба еще 10 лет. В 1071 году император Роман IV предпринял попытку отвоевать эти земли, но в битве у Манцикерта потерпел сокрушительное поражение от сельджукского султана Алп-Арслана. После этого Васпуракан окончательно был утрачен для Византии. Последним захваченным городом осенью 1071 года стал Арцке.

## Источник
1. ↑  Catherine Holmes. Basil II and the Governance of Empire (976-1025). — Oxford University Press, 2005. — С. Стр 190. — ISBN 978-0-19-927968-5. Архивировано 23 ноября 2023 года.
2. ↑  Prosopographie der mittelbyzantinischen Zeit Online (англ.). De Gruyter. Дата обращения: 23 ноября 2023. Архивировано 9 апреля 2022 года.
3. ↑  Wayback Machine. web.archive.org. Дата обращения: 23 ноября 2023. Архивировано из оригинала 3 марта 2016 года.
4. ↑  Nikephoros Komnenos (англ.). De Gruyter. Дата обращения: 20 января 2024. Архивировано 24 февраля 2023 года.
5. ↑  Sofía Kotzámpasī, Giánnīs K. Mauromátīs. Realia Byzantina. — Berlin: W. de Gruyter, 2009. — Т. Bd. 22. — (Byzantinisches Archiv). — ISBN 978-3-11-022230-2.
6. ↑  Anthony Kaldellis. Streams of gold, rivers of blood: the rise and fall of Byzantium, 955 A.D. to the First Crusade. — New York: Oxford University Press, 2017. — (Onassis series in Hellenic culture). — ISBN 978-0-19-025322-6.
7. ↑  Jean Skylitzès, John Wortley. A synopsis of Byzantine history, 811-1057. — Cambridge: Cambridge University press, 2010. — ISBN 978-0-521-76705-7.
8. 1 2  Speros Vryonis. The decline of medieval Hellenism in Asia Minor and the process of Islamization from the eleventh through the fifteenth century. — Berkeley: Univ. of California Press, 1971. — Т. 4. — 532 с. — (Publications of the Center for Medieval and Renaissance Studies, UCLA). — ISBN 978-0-520-01597-5.